# بوگداشکینا
بوگداشکینا (روسی: Богдашкина) یک رودخانه در استان یاقوتستان کشور روسیه است.